# William Adam (malacologo)
William Adam (L'Aia, 27 gennaio 1909 – Bruxelles, 3 novembre 1988) è stato uno zoologo olandese naturalizzato belga noto per i suoi studi di malacologia, principalmente sui cefalopodi.
Durante la sua attività Adam ha descritto diverse specie di seppie e calamari, tra cui Euprymna hoylei, Sepia cottoni, Sepia dollfusi, Sepia dubia, Sepia reesi, Sepia sewelli, Sepia thurstoni, Sepia vercoi, e Sepiola knudseni.

## Biografia
Adam è nato all'Aia, nei Paesi Bassi, figlio di Constance Jeannette Barkhuijsen e del marinaio mercantile William Adam. Dopo gli studi nella città natale decise di visitare Giava, dove rimase per un biennio dal 1926 al 1927. Al suo ritorno in patria ha studiato biologia all'Università di Utrecht, conseguendo il dottorato di ricerca nel 1933 con una tesi sulle ghiandole dei molluschi terrestri. In seguito gli venne proposto di trasferirsi in Belgio, alle dipendenze del Museo di Scienze Naturali di Bruxelles, dove rimase per tutto il corso della carriera, ottenendo inoltre la cittadinanza belga nel 1952. Cinque anni più tardi, nel 1957, Adam divenne corrispondente della Koninklijke Nederlandse Akademie van Wetenschappen ("Accademia reale delle arti e delle scienze dei Paesi Bassi").
Adam morì a Bruxelles il 3 novembre 1988 all'età di 79 anni.
| Adam è l'abbreviazione standard utilizzata per le specie animali descritte da William Adam. Categoria:Taxa classificati da William Adam |